# Реставек
Реставек (англ. restavek, фр. restavec) — это нищие дети, которых родители отдают в богатую семью (иногда к родственникам и друзьям) в качестве прислуги. Это делается для того, чтобы ребёнок мог питаться и получил образование. Однако, многие дети всё равно живут в бедности, не получают образования и подвергаются серьезному риску физического и эмоционального насилия. Понятие происходит от французских слов rester avec — «оставаться с кем-либо». В настоящее время распространено на Гаити.
Многие считают систему реставек рабством и торговлей детьми. Реставеками являются около 300 000 гаитянских детей. Это составляет 25 % всех детей страны. 60 процентов из них — девочки.
Число реставеков с каждым годом растёт из-за того, что страна становится беднее. В 2009 году Панамериканский фонд развития опубликовал результаты опроса, проведенного в нескольких городах Гаити. Опрос показал, что 11 % семей, которым служат реставеки, отправляют своих детей на работу кому-то ещё.
Также считается, что ущерб, вызванный землетрясением 2010 года, заставил большинство осиротевших или оставшихся без крова детей стать реставеками.
Существуют организации защиты реставеков, такие как Restavek Freedom Alliance, BEM Inc.. Организации CAD и L’Escale кормят и оказывают медицинскую и психологическую помощь реставекам, чтобы они могли вернуться к своим родителям.